# Gabriel Montalvo Higuera
Gabriel Montalvo Higuera (27 janvier 1930 - 2 août 2006), est un prélat colombien de l'Église catholique qui a travaillé au service diplomatique du Saint-Siège pendant cinquante ans, avec le titre d'archevêque et le rang de nonce à partir de 1974. Il a notamment été nonce en Amérique centrale, en Afrique du Nord, en Yougoslavie (en) et aux États-Unis.

## Biographie
Gabriel Montalvo Higuera est né le 27 janvier 1930 à Bogota, en Colombie. Son père est ambassadeur de Colombie auprès du Saint-Siège. Montalvo est ordonné prêtre le 18 janvier 1953. Pour se préparer à une carrière de diplomate, il suit le cursus de l'Académie pontificale ecclésiastique en 1954.
Il sert dans diverses ambassades papales en Bolivie (en), en Argentine (en) et au Salvador avant d'être affecté à la Secrétairerie d'État du Vatican pour travailler sur les relations avec les pays de l'Est.
Le 14 juin 1974, il est nommé archevêque titulaire de Celene (de) et nonce apostolique au Honduras (en) et au Nicaragua (en). Il est consacré évêque le 30 juin 1974 par le pape Paul VI. Au mois de décembre suivant, après que les rebelles sandinistes aient enlevé un certain nombre d'otages, Montalvo est l'un de ceux qui accompagnent le vol des ravisseurs vers La Havane afin d'assurer leur sécurité.
Le 18 mars 1980, le pape Jean-Paul II le nomme pro-nonce apostolique en Algérie et en Tunisie et délégué apostolique en Libye. Il est rappelé à Rome en 1982 pour aider le Vatican à arbitrer avec succès le différend entre le Chili et l'Argentine au sujet du canal Beagle.
Le 12 juin 1986, il est nommé pro-Nonce apostolique en Yougoslavie (en).
Le 17 avril 1993, il se voit confier une responsabilité supplémentaire en tant que nonce apostolique en Biélorussie (en). À peine deux semaines plus tard, le 29 avril 1993, il est nommé président de l'Académie pontificale ecclésiastique, un poste qu'il occupe jusqu'en 1998 tout en continuant à travailler en Biélorussie jusqu'en 1994 et en Yougoslavie jusqu'en 1996.
Le pape Jean-Paul le nomme nonce apostolique aux États-Unis le 7 décembre 1998. Il est également observateur permanent du Saint-Siège auprès de l'Organisation des États américains (en) le même jour.
En 2000, Montalvo transmet rapidement au Secrétariat une lettre faisant état de rumeurs de comportement inapproprié avec des séminaristes de la part du cardinal Theodore McCarrick. Lorsque l'auteur de la lettre hésiteà mettre ses accusations par écrit, craignant de subir des représailles si McCarrick en prend connaissance, Montalvo insiste pour qu'il écrive en disant : « Pour qui nous prenez-vous, des imbéciles ? Envoyez la lettre.",. Le 6 décembre 2005, Paul Gregory Bootkoski (en), alors évêque de Metuchen (en), New Jersey, informe Montalvo de trois plaintes concernant un comportement sexuel inapproprié de McCarrick, d'abord par téléphone, puis par écrit. Deux sont faites par d'anciens prêtres ; le troisième est un ouï-dire relayé par quelqu'un qui n'y croyait pas.
Le 17 décembre 2005, Montalvo prend sa retraite en tant que nonce apostolique aux États-Unis, à l'âge obligatoire de soixante-quinze ans. Malgré son long mandat de nonce, il est un personnage public peu connu aux États-Unis, où il évitait l'attention des médias. Il est mort d'un cancer du poumon dans un hospice à Rome le 2 août 2006.

## Succession apostolique
Gabriel Montalvo Higuera a ordonné les évêques suivants :
- Cardinal Óscar Andrés Rodríguez Maradiaga, S.D.B. (1978)
- Évêque Geraldo Scarpone Caporale (de), O.F.M. (1979)
- Évêque Giovanni Innocenzo Martinelli (it), O.F.M. (1985)
- Évêque László Huzsvár (de) (1988)
- Évêque Slobodan Štambuk (de) (1989)
- Évêque János Pénzes (de) (1989)
- Évêque Robert C. Morlino (en) (1999)
- Archevêque Joseph Edward Kurtz (en) (1999)
- Évêque George William Coleman (en) (2003)
- Évêque Salvatore Matano (2005)